# Onychopterocheilus hirtus
Onychopterocheilus hirtus är en stekelart som först beskrevs av Kostylev 1935.  Onychopterocheilus hirtus ingår i släktet Onychopterocheilus och familjen Eumenidae. Inga underarter finns listade i Catalogue of Life.